# The Business (Tiësto-dal)
A The Business Tiësto holland DJ és zenei producer dala, mely 2020. szeptember 25-én jelent meg a Musical Freedom és az Atlantic Records kiadók gondozásában. A dalban James "Yami" Bell énekel, azonban nem került megnevezésre a dal előadói között.
A The Businesshez több remix is készült, amelyek közül legnevezetesebb 220 Kid brit DJ és producer 2020. december 11-én megjelent remixe, illetve a Ty Dolla Sign amerikai hip-hop rapperrel készült The Business Part II címmel kiadott változata.

## A kislemez dalai és formátumai
Digitális letöltés - Európa
1. "The Business" – 2:44

Digitális letöltés - USA
1. "The Business" (Extended Mix) – 3:46
2. "The Business" – 2:44

Digitális letöltés - 220 Kid Remix
1. "The Business" (220 Kid Remix) - 3:19
2. "The Business" - 2:44

Digitális letöltés - It's Dynamite Remix
1. "The Business" (It's Dynamite Remix) - 1:17

Digitális letöltés - Part II
1. "The Business Part II" - 2:44
2. "The Business" - 2:44

Digitális letöltés - Part II (Clean Bandit Remix)
1. "The Business Part II" (Clean Bandit Remix) - 3:04
2. "The Business Part II" - 2:44
3. "The Business" - 2:44

Digitális letöltés - SWACQ Remix
1. "The Business" (SWACQ Remix) - 2:49

Digitális letöltés - Vintage Culture & Dubdogz Remix
1. "The Business" (Vintage Culture & Dubdogz Remix) - 3:09

Digitális letöltés - Remixes
1. "The Business" (Vintage Culture & Dubdogz Remix) - 3:09
2. "The Business" (SWACQ Remix) - 2:49
3. "The Business" (220 Kid Remix) - 3:19
4. "The Business" (Sparkee Remix) - 3:02
5. "The Business Part II" (Clean Bandit Remix) - 3:04
6. "The Business Part II" - 2:44

## Slágerlistás helyezések
| Lista (2020–2021)                         | Legjobb helyezés |
| ----------------------------------------- | ---------------- |
| Ausztrália (ARIA)                         | 4                |
| Ausztria (Ö3 Austria Top 40)              | 6                |
| Belgium (Ultratop 50 Flanders)            | 2                |
| Belgium (Ultratop 50 Wallonia)            | 2                |
| Brazília (Top 100 Brasil)                 | 97               |
| Bulgária (PROPHON)                        | 7                |
| Kanada (Canadian Hot 100)                 | 13               |
| Kanada CHR/Top 40 (Billboard)             | 17               |
| Horvátország (HRT)                        | 2                |
| Csehország (Rádio Top 100)                | 3                |
| Csehország (Singles Digitál Top 100)      | 1                |
| Dánia (Tracklisten Top 40)                | 4                |
| Finnország (Singlet Top 20)               | 15               |
| Franciaország (Single Top 100)            | 62               |
| Németország (Media Control Charts)        | 3                |
| Global 200 (Billboard)                    | 12               |
| Görögország (IFPI)                        | 5                |
| Magyarország (Dance Top 40)               | 1                |
| Magyarország (Rádiós Top 40)              | 6                |
| Magyarország (Single Top 40)              | 1                |
| Magyarország (Stream Top 40)              | 1                |
| Izland (Plötutíðindi)                     | 10               |
| Írország (IRMA)                           | 1                |
| Izrael (Media Forest)                     | 2                |
| Olaszország (FIMI)                        | 34               |
| Libanon (OLT20)                           | 2                |
| Litvánia (AGATA)                          | 1                |
| Mexikó Rádió (Billboard)                  | 3                |
| Hollandia (Top 40)                        | 1                |
| Hollandia (Single Top 100)                | 1                |
| Új-Zéland (Recorded Music NZ)             | 21               |
| Norvégia (VG-lista)                       | 10               |
| Lengyelország (Polish Airplay Top 20)     | 2                |
| Portugália (AFP)                          | 7                |
| Románia (Airplay 100)                     | 1                |
| Szlovákia (Rádio Top 100)                 | 1                |
| Szlovákia (Singles Digitál Top 100)       | 1                |
| Spanyolország (PROMUSICAE)                | 37               |
| Svédország (Sverigetopplistan)            | 11               |
| Svájc (Schweizer Hitparade)               | 4                |
| Egyesült Királyság (UK Singles Chart)     | 3                |
| Egyesült Királyság (UK Dance Chart)       | 2                |
| US Billboard Hot 100                      | 69               |
| US Hot Dance/Electronic Songs (Billboard) | 2                |
| US Mainstream Top 40 (Billboard)          | 24               |
| US Rhythmic (Billboard)                   | 34               |

| Lista (2021)                              | Legjobb helyezés |
| ----------------------------------------- | ---------------- |
| Magyarország (Rádiós Top 40)              | 28               |
| Magyarország (Single Top 40)              | 25               |
| Új-Zéland Hot Singles (RMNZ)              | 33               |
| Svédország Heatseeker (Sverigetopplistan) | 20               |

| Lista (2020)                              | Helyezés |
| ----------------------------------------- | -------- |
| FÁK (Tophit)                              | 114      |
| Magyarország (Dance Top 40)               | 39       |
| Magyarország (Single Top 40)              | 56       |
| Hollandia (Dutch Top 40)                  | 34       |
| Hollandia (Single Top 100)                | 71       |
| Oroszország Rádió (Tophit)                | 115      |
| US Hot Dance/Electronic Songs (Billboard) | 94       |

## Minősítések
| Régió                                                            | Minősítés  | Eladott példányszám |
| ---------------------------------------------------------------- | ---------- | ------------------- |
| Ausztrália (ARIA)                                                | 2× platina | 140 000‡            |
| Ausztria (IFPI Austria)                                          | arany      | 15 000‡             |
| Belgium (BEA)                                                    | platina    | 40 000‡             |
| Kanada (Music Canada)                                            | platina    | 80 000‡             |
| Dánia (IFPI Denmark)                                             | platina    | 90 000‡             |
| Németország (BVMI)                                               | arany      | 200 000‡            |
| Olaszország (FIMI)                                               | platina    | 70 000‡             |
| Új-Zéland (RMNZ)                                                 | platina    | 30 000‡             |
| Lengyelország (ZPAV)                                             | platina    | 20 000‡             |
| Portugália (AFP)                                                 | platina    | 10 000‡             |
| Spanyolország (PROMUSICAE)                                       | platina    | 40 000‡             |
| Egyesült Királyság (BPI)                                         | platina    | 640,000             |
| ‡ Eladási+streaming példányszámok kizárólag a minősítés alapján. |            |                     |

## Megjelenések
| Regió              | Dátum                | Formátum                     | Version                     | Kiadó(k)                 | Forr.  |
| ------------------ | -------------------- | ---------------------------- | --------------------------- | ------------------------ | ------ |
| Világszerte        | 2020. szeptember 25. | Digitális letöltés streaming | Eredeti                     | Musical Freedom Atlantic | [ 71 ] |
| Olaszország        | 2020. szeptember 25. | Poprádiós megjelenés         | Eredeti                     | Warner                   | [ 72 ] |
| Világszerte        | 2020. december 11.   | Digitális letöltés streaming | 220 Kid remix               | Musical Freedom Atlantic | [ 73 ] |
| Világszerte        | 2020. január 21.     | Digitális letöltés streaming | Pt. II Ty Dolla Signnal     | Musical Freedom Atlantic | [ 74 ] |
| Egyesült Királyság | 2021. január 22.     | Poprádiós megjelenés         | Eredeti                     | Musical Freedom Atlantic | [ 75 ] |
| Világszerte        | 2021. március 5.     | Digitális letöltés streaming | Pt. II (Clean Bandit remix) | Musical Freedom Atlantic | [ 76 ] |

## Fordítás
- Ez a szócikk részben vagy egészben  a   The Business (Tiësto song) című angol Wikipédia-szócikk fordításán alapul.  Az eredeti cikk szerkesztőit annak laptörténete sorolja fel. Ez a jelzés csupán a megfogalmazás eredetét és a szerzői jogokat jelzi, nem szolgál a cikkben szereplő információk forrásmegjelöléseként.